# Firmicus aurantipes
Firmicus aurantipes là một loài nhện trong họ Thomisidae.
Loài này thuộc chi Firmicus. Firmicus aurantipes được miêu tả năm 1966 bởi Jézéquel.